# Dialetti bolognesi rustici occidentali
I dialetti bolognesi rustici occidentali, nella classificazione di Daniele Vitali, sono una varietà linguistica della lingua emiliano-romagnola appartenente al ramo dei dialetti di tipo bolognese parlati nei comuni della pianura e della collina ad ovest di Bologna, tra i quali in particolare: Anzola dell'Emilia, Calderara di Reno, Casalecchio di Reno, Crevalcore, Monte San Pietro, Sala Bolognese, San Giovanni in Persiceto, Sant'Agata Bolognese, nelle frazioni di Bazzano, Castello di Serravalle, Crespellano e Monteveglio del comune di Valsamoggia, Zola Predosa. Appartiene a questo ramo anche il dialetto di Castelfranco Emilia e frazioni, e in una variante di transizione con il modenese anche quello di Savignano sul Panaro, in Provincia di Modena. 
La loro principale caratteristica comune è data dalla conservazione dei dittonghi davanti a /N/, per cui galéina, lóuna, bĕin, bŏun, véin /ga'leina, 'louna, 'bɛiŋ, 'bɔuŋ, 'veiŋ/ "gallina, luna, bene, buono, vino" nel dialetto dei comuni in cui è parlato, mentre il dialetto bolognese cittadino ha sostituito i dittonghi con la sequenza /Vŋ/: galéṅna, lóṅna, bän, bån, vén /ga'leŋna, 'loŋna, 'bæŋ, 'bʌŋ, 'veŋ/.